# Amity Dry
Amity Renae Dry é uma cantora e compositora australiana, que participou num concurso televisivo/reality-show em 2003.

## Carreira
Com apenas cinco anos começou a estudar música e piano e a fazer actuações em palco. Começou a escrever canções originais apenas com doze anos e foi aceite com dezesseis anos de idade em uma escola de artes.

## The Block
Amity teve a sua grande oportunidade depois de aparecer no reality show do canal Nine Network, The Block/ Entre quatro paredes com o marido Phill Rankie em 2003.
Quatro casais, incluindo a Amity e o Phill, tiveram de renovar um prédio enquanto viviam nesse local por 10 semanas. Quando terminaram o apartamento foi leiloado e a Amity e o Phill ficaram em quarto lugar e arrecadaram 60 mil dólares australianos.

## Carreira Musical
Com o mediatismo do programa, Amity conseguiu um contracto e lançou um álbum, The Lighthouse em 2003. Estreou-se em número seis da tabela ARIA. A única música lançada em CD single foi "Start of Something New" que foi chegou ao número oito.
Depois de uma pequena pausa da música, voltou em 2005 com um álbum independente, True to Me.
Amity e Phill tiveram um filho a 2 de Abril de 2006.

## Discografia
| The Lighthouse - Lançamento: 2003 (Austrália) - Posições na tabela: #6 Austrália - Certificação da ARIA: Gold (ARIA) - Singles: - "The Lighthouse" (2003) - "Breathe You In" (2003) - "Start of Something New" (2003) |
| True to Me - Lançamento: 2005 - Singles: - "Rollercoaster" (2005) - "Home" (2006) - "My Love Would Go That Far" (2006)                                                                                                |

### Outros singles
- "The Twelve Days of Christmas (com os Dreamtime Christmas All-Stars) (2004) - #26 Austrália
- "Rise" (2007)